# Tomasz Gołębiewski

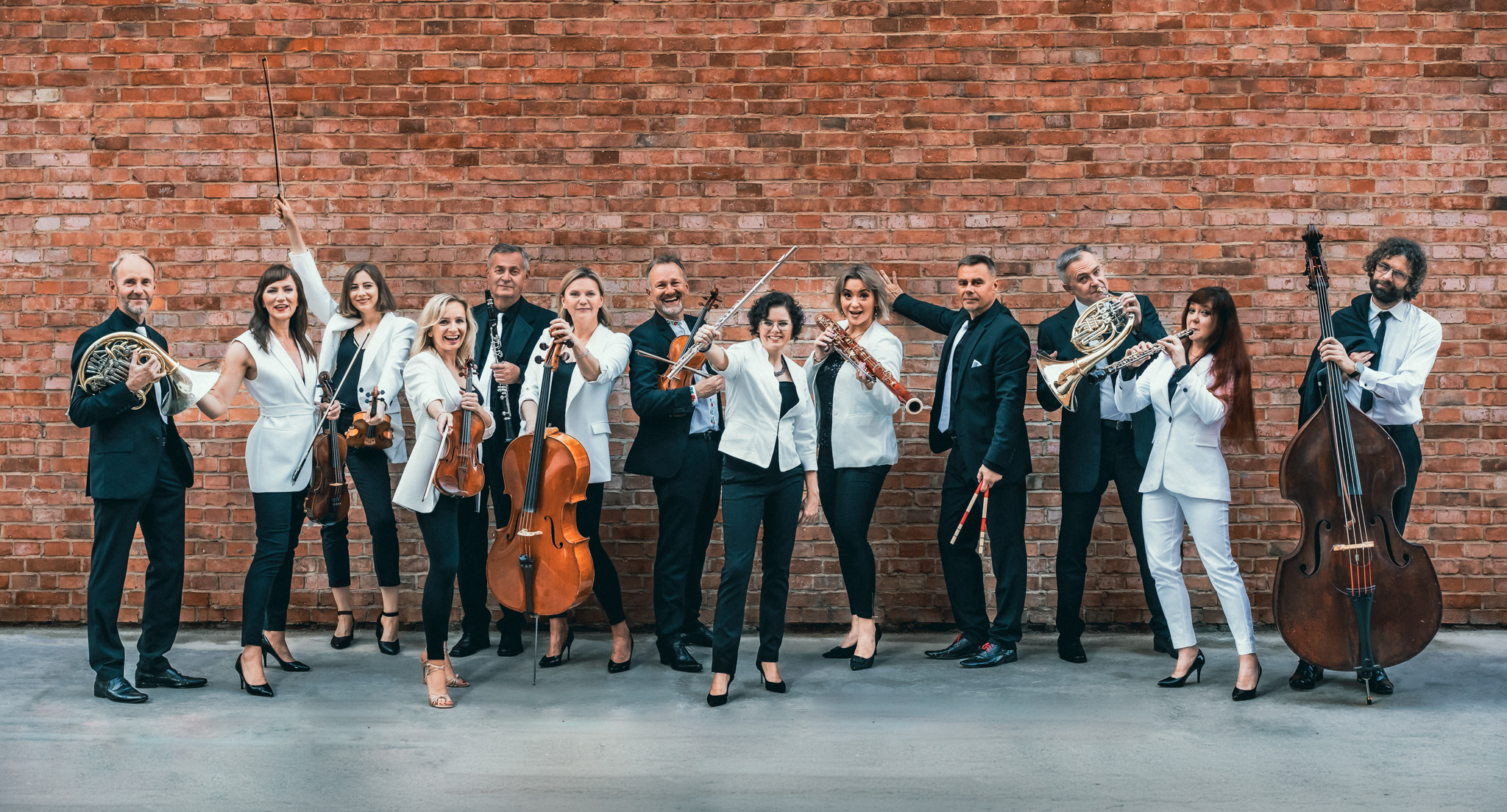
Zespół Grohman Orchestra. Foto: HaWa

Tomasz Robert Gołębiewski (ur. 21 października 1967) – koncertmistrz Filharmonii Łódzkiej, założyciel, skrzypek i dyrygent Grohman Orchestra, członek Rubinstein Quartet, właściciel impresariatu Q4Q, twórca festiwali muzycznych, menadżer kultury.

## Życiorys
Podczas studiów grał w zespołach, takich jak: Polska Filharmonia Kameralna Wojciecha Rajskiego, Jeunesses Musical, Orkiestra kameralna „Pro Musica” Zbigniewa Friemana i Orkiestra Polskiego Radia w Łodzi Henryka Debicha. Od 1990 jest muzykiem Orkiestry Symfonicznej Filharmonii Łódzkiej im. Artura Rubinsteina, której w 1996 został pierwszym koncertmistrzem. Od 1996 prowadzi impresariat Q4Q. Jest członkiem Rady Fundacji „Mozart i Ty”, zajmującej się upowszechnianiem kultury muzycznej.
Gołębiewski jest inicjatorem projektów artystycznych i twórcą festiwali muzycznych, organizowanych w starych łódzkich fabrykach, takich jak: Geyer Music Factory (od 2009), Manu Summer Jazz Days (od 2010) i Pikniku u Grohmana (aktualnie zawieszone), a także Piotrkowska kameralnie (od 2017) oraz Kulturanki u Herbsta (od 2023)(aktualnie zawieszone).
Jest założycielem (2015), skrzypkiem i dyrygentem Grohman Orchestra – 13-osobowej orkiestry, złożonej z muzyków-liderów związanych z Filharmonia Łódzka im. Artura Rubinsteina i grających muzykę poważną a przez ostatnie lata rozrywkową, założonym na cześć łódzkiego fabrykanta i mecenasa sztuki – Henryka Grohmana.
Ukończył studia podyplomowe menadżerów kultury w Szkole Głównej Handlowej w Warszawie (2014).
W 2014 uczestniczył w programie „Ugotowani”, produkcji TVN.

## Odznaczenia
- Odznaka „Za Zasługi dla Miasta Łodzi” (2005)[11]
- Odznaka honorowa „Zasłużony dla Kultury Polskiej” (2012)[12]
- Brązowy Krzyż Zasługi (2016) – a zasługi w działalności na rzecz rozwoju kultury[13]
- Brązowy medal „Zasłużony kulturze Gloria Artis” (2022)[14]
- Medal na 600-lecie Miasta Łodzi (2023)[15]
- Wiosło kultury 2024 Łódź - Animator (2024)[16]

## Dyskografia

### Albumy solowe
| Tytuł             | Dane dot. albumu                                            | Pozycja na liście |
| Tytuł             | Dane dot. albumu                                            | POL               |
| ----------------- | ----------------------------------------------------------- | ----------------- |
| Corazon de Paloma | - Data: 15 grudnia 2013 - Wydawca: Q4Q Records - Format: CD | –                 |

### Albumy Grohman Orchestra
| Tytuł                     | Dane dot. albumu                                     | Pozycja na liście |
| Tytuł                     | Dane dot. albumu                                     | POL               |
| ------------------------- | ---------------------------------------------------- | ----------------- |
| Klasyka polskiej rozrywki | - Data: 3 września 2017 - Format: CD - Format: Vinyl | –                 |
| Kochajmy                  | - Data: 14 lutego 2022 - Format: CD - Format: Vinyl  | –                 |